# 바리공주
바리공주 또는 바리데기는 한국 신화에서 제주특별자치도를 제외한 전국에 전해져 내려오는 설화상의 인물로, 흔히 무당의 조상으로 알려져 있다. 발리공주(鉢里公主) 혹은 사희공주(捨姬公主)라고 하여 바리때를 지니며 베푸는 공주를 뜻하였다. 해원 굿의 원형으로 오구굿의 한마당에서 나오는데 남자가 아닌 확실시 되는 여신이다.

## 전승

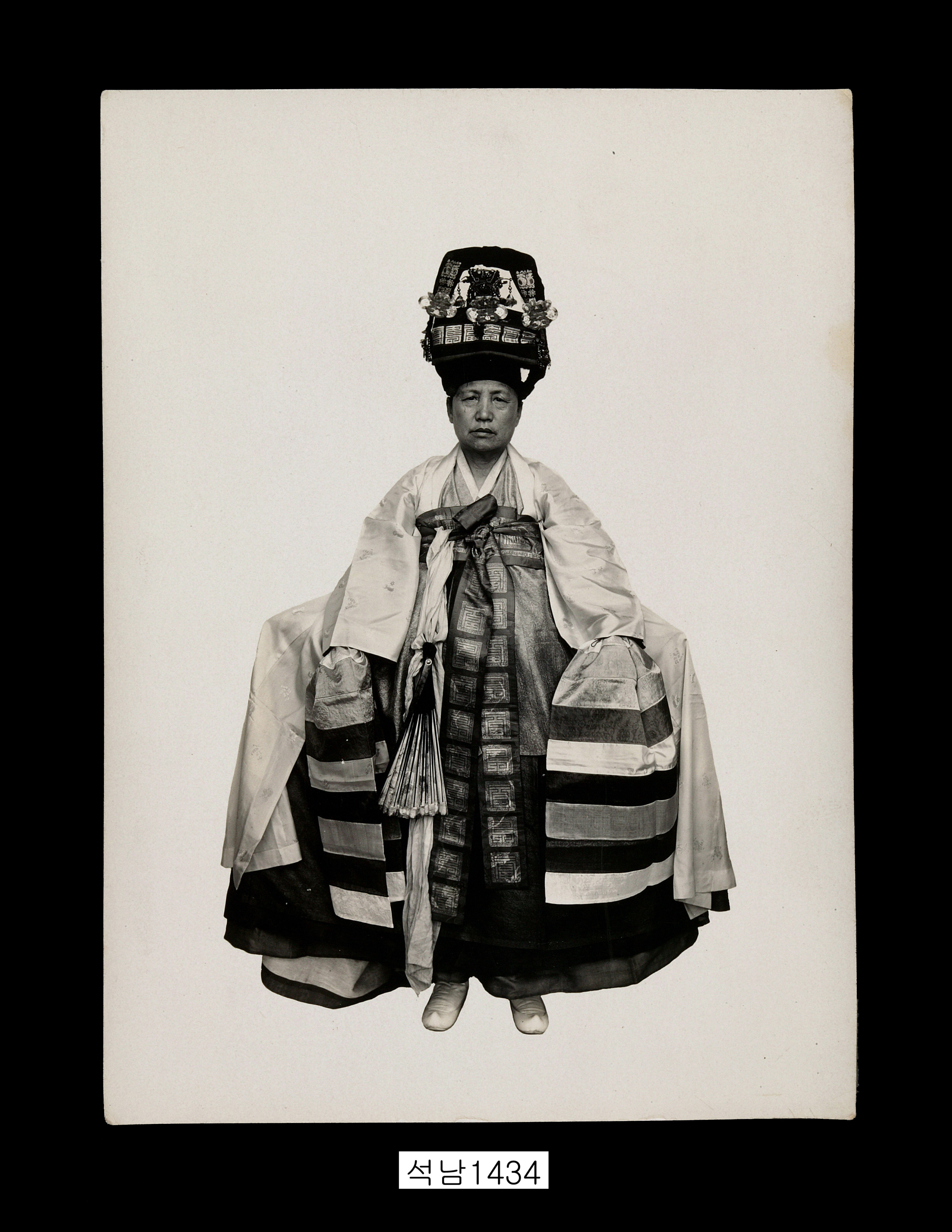
서울에서 바리공주의 신장(神裝)을 한 무녀(巫女)를 찍은 흑백사진

바리공주 설화는 무속의 오구굿 또는 해원굿의 일부를 구성하는 서사무가(敍事巫歌)로 구전되어 왔다. 무당이 굿을 하기 전이나 하는 중간에 등장하는 사설(辭說)에 이 설화가 포함되어 있다. 무당은 바리공주 서사무가를 진오기굿의 말미거리에서 장고를 세우고 방울을 흔들며 서너 시간에 걸쳐 구송한다. 전국 모든 무당이 바리공주를 조상으로 하고 있는 것은 아니며, 바리공주 무가가 전해져 오지 않는 곳에서는 미륵을 조상이라 하기도 한다.
바리공주 설화도 다른 서사무가와 마찬가지로 불교의 영향을 많이 받았다. 어느 부분이 한국 민족 고유의 서사무가인지, 불교의 이야기인지 구별하기 어렵다. 한 예로 바리공주는 불로장생약이 있는 저승에 가기 위해 서천서역국을 가는데, ‘서천서역국’은 불교의 발상지인 인도를 부르는 말이다.
왕의 이름은 지역에 따라 조금 다르게 나타난다. 전남지역에서는 오구시왕이다. 오구는 원한맺힌 귀신이라는 뜻이며 시왕은 불교의 열명의 판관이다. 사람이 죽으면 시왕에게 판결을 받아 어디로 갈것인지 결정이 된다. 이러한 점을 보아도 한국 서사무가에 드리워진 불교의 영향을 알 수 있다.

## 줄거리
설화에 따르면, 옛 한국의 어느 왕이 있었는데 (어비대왕 혹은 오구대왕이라고 한다.) 혼례를 일년 미루어야 아들을 낳고, 길하다는 예언을 무시하고 결혼한 탓에 아들을 낳지 못하였다. 딸만 계속 낳다가 마침내 일곱째도 딸로 태어나 버리자 바리공주가 태어나자마자 왕이 공주를 버려, 바리공주는 한 노부부에 의해 구해져 양육되었다. 후에 왕과 왕비가 죽을 병이 들어 점을 쳐 보니 저승의 생명수로만 구할 수 있다고 하였다. 여섯 공주 모두가 부모를 위해 저승에 가길 거부했는데 바리공주가 이를 알게 되어, 바리공주는 자신을 버린 부모를 구하기 위해 기꺼이 저승에 가겠다고 하였다.
바리공주가 저승으로 가 약이 있는 곳까지 갔는데, 저승의 수문장이 바리공주와 일곱 해를 살고 일곱 아들을 낳아야 약을 주겠다고 하였다. 바리공주가 그 조건을 채운 뒤 수문장과 일곱 아들과 함께 약을 갖고 이승에 돌아오는데, 궁에서 나오는 왕과 왕비의 상여와 마주쳐, 가져온 영약으로 되살렸다. 왕이 바리공주에게 물어 바리공주의 남편이 된 저승의 수문장은 장승이, 일곱 아들은 칠원성군이 되었고 바리공주는 이러한 연유로 왕에게 자청하여 한국 무당의 조상이 되었다.

## 현대 한국어 번역
- 이경하, 《바리데기》, 돌베개, 2019년 6월 28일
- 상동, 《바리공주/바리데기》, 서울대학교출판문화원, 2019년 7월 30일

## 같이 보기
- 무당
- 진오기굿

## 참고 문헌
- 서사무가 '바리공주 전집' 1,2,3 민속원 간 홍태한, 이경엽 편